# (73636) 5727 T-3
(73636) 5727 T-3 – planetoida z pasa głównego asteroid okrążająca Słońce w ciągu 4,39 lat w średniej odległości 2,68 j.a. Odkryta 16 października 1977 roku.